# أحمد الشملان
أحمد عيسى سالم حمود راشد الدغيم المعروف باسم أحمد الشملان (ولد في 1942 في أم الحصم، البحرين) محامي ومناضل وسياسي بحريني.

## النشأة والتعليم
ولد الشملان في قرية أم الحصم في العام 1942. والده هو عيسى سالم حمود راشد الدغيم ووالدته هي سبيكة عبد الله سعد الشملان وتم تسميته على والدته.
حاصل على ماجستير في القانون الدولي من الجامعة الروسية لصداقة الشعوب بموسكو.

## المسيرة المهنية والسياسية
انخرط في العمل النضالي في عمر مبكر حين انضم لحركة القوميين العرب بالكويت في مرحلة الدراسة المتوسطة والثانوية التي تلقاها بمدارس الكويت. كتب الشعر في سن مبكرة ولعبت ظروفه النضالية وعدم استقراره دورا في تأخر إنتاجه الشعري ومساهماته الكتابية في النقد الأدبي والفني.
شارك بفاعلية ودور بارز في انتفاضة مارس 1965 واعتقل بعدها لمدة عامين. خرج من المعتقل العام 1967 ونُفي مباشرة للخارج. من العام 1968 إلى نهاية العام 1971 كان عضوا في الحركة الثورية الشعبية والجبهة الشعبية لتحرير عمان والخليج العربي وهما الجناح اليساري الذي تأسس في منطقة الخليج العربي في أعقاب تفكك وانتهاء حركة القوميين العرب.
مر بتجربة نضالية في ثورة ظفار خلال العام 1971. عاد للبحرين في يناير 1972 واعتقل مباشرة حتى أطلق سراحه مطلع العام 1974. تغيرت قناعاته الفكرية والسياسية النضالية فانضم لصفوف جبهة التحرير الوطني - البحرينالعام 1974. سافر للدراسة الجامعية من العام 1975 إلى العام 1981.
عاد في صيف العام 1981 حيث اعتقل من مطار البحرين الدولي وبقي في المعتقل خمس سنوات إلى العام 1986. بدأ وجوده على الساحة الثقافية والأدبية والإعلامية منذ منتصف الثمانينات.
كان عضوا مؤسسا للجنة العريضة النخبوية في 1992 والشعبية 1994 وتميز في اللجنة بفاعلية وديناميكية مشهودة. كتب مقالات سياسية في الصحافة المحلية والخليجية تدعو إلى إعادة العمل بالدستور وعودة الحياة النيابية. تولى مهمة الدفاع عن عدد غير قليل من المعتقلين من أعضاء لجنة العريضة وعن الكثير من المواطنين المعتقلين في الفترة ذاتها. صودر جوازه ومنع من السفر واستدعي للتحقيق عدة مرات خلال حوادث التسعينات. نتيجة لنشاطه الاستثنائي وجرأته في طرح الرأي الوطني تم اعتقاله في فبراير 1996 وأمام حملة التضامن العالمية التي طالبت بإطلاق سراحه قُدم بعد ثلاثة أشهر للمحاكمة أمام محكمة أمن الدولة التي برأته وأطلق سراحه. في العام 1996 أصيب بجلطة في القلب وبعدها بعدة أشهر أصيب بجلطة دماغية على إثر استدعائه للتحقيق من قبل الأجهزة الأمنية ومنعه من السفر في العام 1997. وسببت له الجلطة الدماغية إعاقة عن الكلام والكتابة.
عكف بعد مرضه على جمع وإصدار نتاجه الفكري والأدبي. صدرت له أربعة دواوين شعر ومسرحية شعرية وأربعة كتب مقالات ودراسات سياسية وأدبية.
في العام 2002 تم تعيينه الرئيس الفخري لجمعية المنبر الديمقراطي التقدمي اليسارية. هو عضو في جمعية المحامين البحرينية وفي أسرة الأدباء والكتاب وتولى بهما مناصب إدارية أكثر من مرة. كما كان عضو مؤسس لمركز البحرين لحقوق الإنسان في عام 2002.

## الجوائز والتكريمات
في 25 نوفمبر 2007 أقامت صحيفة الوسط البحرينية حفلا تكريميا للشملان وذلك ضمن برنامجها لتكريم المبدعين والمثقفين والشخصيات الوطنية في البحرين.

## الحياة الشخصية
متزوج من فوزية مطر ولديه ابن (خالد) وبنت.

## الإرث
صدرت سيرة ذاتية عن الشملان من قبل زوجته فوزية مطر في عام 2009. وكتب قاسم حداد مراجعة عن الكتابة في عام 2009.
قررت الجمعية البحرينية لحقوق الإنسان استحداث جائزة باسمه وهي «جائزة أحمد الشملان لحقوق الإنسان».